# Tipo de gravamen

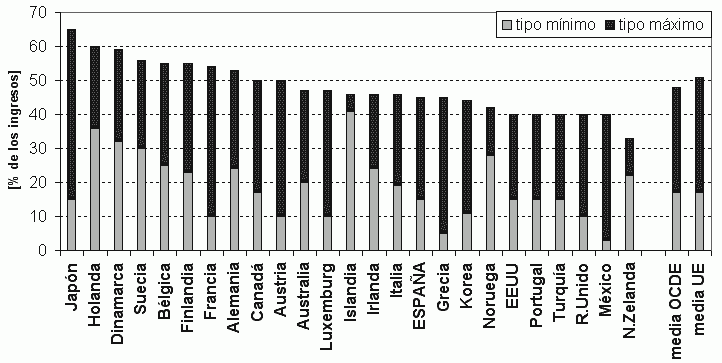
Tipos impositivos máximos y mínimos en los países de la OCDE, 2005.

El tipo impositivo o tipo de gravamen o alícuota tributaria es la tasa fija o variable, expresada en forma de coeficiente o porcentaje que, aplicada a la base imponible o la base liquidable del impuesto sobre la renta, da como resultado la cuota tributaria.

## Tipo medio
El tipo medio de gravamen es el resultado de dividir la cuota tributaria entre la base imponible, y expresa la carga tributaria para ese supuesto. 

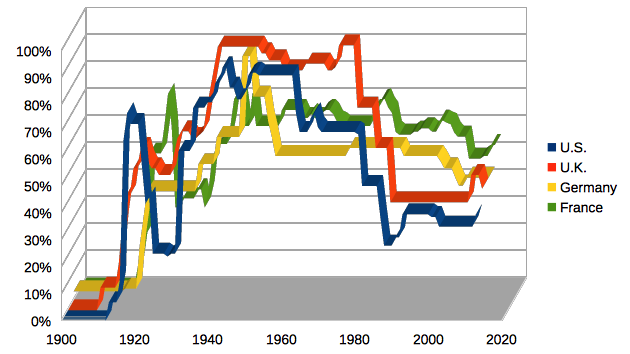
Evolución del tipo marginal superior del impuesto sobre la renta en Francia, Alemania, Reino Unido y Estados Unidos

## Tipo marginal o tipo máximo
El tipo marginal, por su parte, es el tipo más elevado de una tarifa o el que se aplica a un contribuyente, hablándose en este último caso de tipo marginal personal.

## Tipo efectivo
La tasa efectiva es el verdadero porcentaje que un contribuyente paga al fisco. Representa el porcentaje de la base liquidable abonado por el contribuyente.

## Impuesto progresivo, proporcional y regresivo

### Impuesto progresivo: tipo de gravamen creciente
El tipo de imposición se considera progresivo si el tipo de gravamen aumenta al hacerlo la base imponible. Es decir, la imposición aumenta al hacerlo la renta disponible.
Cuando el impuesto progresivo alcanza teóricamente el 100% de la base imponible se produce un efecto sobre la renta que denomina renta máxima ya que por encima de una cantidad ésta no puede crecer al aplicársele un impuesto del 100% que la limita.

### Impuesto proporcional: tipo medio constante
Un impuesto se considera proporcional si su tipo medio es constante, y por lo tanto siempre igual al tipo marginal.

### Impuesto regresivo: tipo de gravamen decreciente
Un impuesto es regresivo si disminuye el tipo medio al incrementarse la base imponible.

## Tasa impositiva
La tasa impositiva es el porcentaje (%) de impuestos que corresponde pagar al fisco por algo que la ley manda. 
Por ejemplo, la tasa impositiva del impuesto a la renta puede ser del 30% de la renta bruta para personas jurídicas (empresas).
Hay tasas fijas que no están en función de porcentajes, como los derechos que se paga por la obtención de documentos como un acta de matrimonio, por ejemplo y otras tasas que están indexadas a índices que se actualizan año a año.